# Назимов, Владимир Иванович
Влади́мир Ива́нович Нази́мов (20 декабря 1802 (1 января 1803) — 11 (23) февраля 1874) — русский государственный деятель. Виленский, гродненский и ковенский генерал-губернатор из рода Назимовых.

## Биография
Происходил из дворян Псковской губернии, родился 20 декабря 1802 (1 января 1803) года. Отец, Иван Владимирович (1763—1823), служил прокурором Псковского земского суда, позднее избран порховским уездным предводителем дворянства. Мать, Мария Евфимьевна Путятина (1780-е — 1852), приходилась тёткой адмиралу Е. В. Путятину. 
Получив домашнее воспитание в родительском доме, поступил на военную службу 21 марта 1818 года подпрапорщиком в лейб-гвардии Преображенский полк, в котором был произведён в первый офицерский чин 22 октября 1821 года, во время пребывания полка в Вильне. Продолжая службу в полку, Назимов повышался постепенно в чинах (подпоручик — 5 апреля 1823 года, поручик — 31 мая 1824 года), и, уже будучи штабс-капитаном (с 29 мая 1828 года), находился вместе с полком в турецкой кампании 1828—1829 годов Переправившись у Исакчи через Дунай, Назимов с полком следовал вдоль берега Чёрного моря через Кюстенджи до Варны, где участвовал в осаде и взятии этой крепости.
По болезни он остался в Каварне, и только зимой прибыл в Подольскую губернию, где стоял его полк, с которым и вернулся в Санкт-Петербург в январе 1830 года; 6 декабря 1831 года был произведён в капитаны, и 8 ноября 1833 года — в полковники , и переведён в Лейб-гвардии Литовский полк, но в следующем, 1834, году (23 апреля) переведён снова в лейб-гвардии Преображенский полк, где и продолжал службу до 1836 года, когда 22 июля был назначен состоять при наследнике-цесаревиче — впоследствии императоре Александре II.
Назимов сопровождал Его Высочество в путешествии по России в 1837 году и за границей в 1838 году, причём был его высочеством по особенному делу отправлен курьером из Милана к императору Николаю I. 12 февраля 1838 года Назимов был назначен флигель-адъютантом с оставлением при прежней должности. В этой должности он исполнял и другие поручения, как то: был послан для осмотра бывших пехотных резервных дивизий 2-го, 3-го, 4-го и 6-го пехотных корпусов и удостоился за исполнение возложенного поручения Высочайшего благоволения. Позднее он был послан для осмотра Гренадерского корпуса и для показания правил фронтовой службы. В 1840 году ему поручено было формирование сводной бригады из войск 6-го пехотного корпуса.
По возвращении в Петербург Назимов был командирован в Тульскую губернию для принятия мер по случаю неурожая в этой местности. В 1841 году он был назначен председателем особой следственной комиссии в Вильне для расследования дела о тайном революционном обществе, якобы возникшем в Западном крае после казни Конарского. Назимов пришёл к выводу, что это тайное общество существовало лишь в воображении некоторых боязливых людей. Тогдашний генерал-губернатор Миркович, по наветам окружавших его лиц, просил отозвать Назимова и разбор дела поручить другому. Назимов был оставлен лишь членом комиссии, а председателем её назначен был А. А. Кавелин, который вполне подтвердил вывод Назимова. Такое решение дела привлекло к Назимову и Кавелину горячие симпатии местного общества. Назимов удостоился монаршего благоволения. Тогда же Назимов был назначен презусом военно-судной комиссии над камер-юнкером Огинским; 6 декабря 1841 года произведён в генерал-майоры с зачислением в свиту его императорского величества с оставлением при особе его величества.
С 5 ноября 1842 года по 1849 года Назимов был начальником штаба бывшего 6-го пехотного корпуса в Москве, и за отлично-ревностную службу 5 апреля 1849 года был назначен генерал-адъютантом. 1 ноября того же года он был назначен попечителем Московского учебного округа и 6 декабря 1849 года произведён в генерал-лейтенанты. В продолжение семилетнего управления Московским учебным округом Назимов, обладая прямым, ясным взглядом на вещи, сумел согласовать строгое исполнение своих обязанностей с сочувствием к интересам науки и литературы, а требования дисциплины —  с тёплым участием к учащейся молодежи, которую бережно охранял от всяких невзгод и увлечений. Своим твёрдым и, вместе с тем, гуманным образом действий Назимов успел привлечь к Московскому университету благоволение императора Николая I.
Почётный член Московского университета (1853).

## Виленский период
10 декабря 1855 года Назимов был назначен в Вильну военным губернатором и управляющим гражданской частью и Гродненским, Ковенским и Минским генерал-губернатором и командующим войсками Виленского военного округа. В этой должности Назимов много содействовал подаче помещиками края известного адреса об устройстве быта принадлежащих им крестьян, последствием которого был известный Высочайший рескрипт 1857 года об образовании по губерниям «Комитетов для определения новых отношений между помещиками и поселëнными на их землях крестьянами». Именно с этого документа начался процесс обсуждения и подготовки реформы 19 февраля 1861 года по освобождению крестьян. За отличие 8 сентября 1859 года Назимов был произведён в генералы от инфантерии, а затем 6 декабря 1859 года был назначен состоять в лейб-гвардии Преображенском полку.
23 апреля 1861 года он назначен членом Государственного совета с оставлением в прежних должностях по военному и гражданскому управлению Западным краем.
В Вильне при Назимове оживилась культурная и общественная деятельность, преимущественно польская. В частности, была образована Виленская археологическая комиссия. В 1859 году Виленский военный, Гродненский и Ковенский Генерал-Губернатор, Генерал-Адъютант Владимир Иванович Назимов 1-й являлся действительным членом личного состава Музеума древнойстей Виленской археологической комиссии.
Впоследствии это вызывало обвинения в чрезмерном либерализме и попустительстве силам, готовившим восстание 1863 года. Сменивший его на должности виленского генерал-губернатора М. Н. Муравьёв в своих записках говорит, что Назимов, «человек недалëкий и слабый, при всей своей добросовестности не понимал положения края и не находил никаких разумных мер к подавлению мятежа».
Митрополит Виленский Иосиф (Семашко) тоже даёт нелестную оценку Назимову, называя его «двуличным, фальшивым и интриганом». Последняя оценка имела личную подоплёку в устах митрополита Иосифа, подозревавшего (неосновательно) Назимова в том, будто бы он сообщил А. И. Герцену напечатанное в «Колоколе» секретное письмо Иосифа обер-прокурору Святейшего Синода, переданное последним Назимову, для руководства.
Совершенно иначе относится к Назимову адрес, представленный ему уже по отъезде его из Вильны 20 декабря 1863 года. Здесь Назимов назван «вестником мира и царской милости», а деятельность его, направленная к сближению и примирению враждебных народностей, оценена так: «Говорят, это была ошибка, заблуждение. Да, это было заблуждение, но заблуждение великодушное, которое вы разделяли с самим правительством и всеми благородно мыслящими русскими людьми».

## Отставка
В 1863 году, 1 мая ему были пожалованы алмазные знаки ордена Св. Александра Невского, а 3 мая он был уволен от занимаемых должностей (отправлен в отставку за «недостаточно эффективные действия по подавлению восстания в Польше») с оставлением членом Государственного совета. Вскоре он был назначен присутствующим в департаменте Государственной экономии Государственного совета; 16 апреля 1871 года был награждён орденом Св. Владимира 1-й степени, а затем по случаю исполнившегося пятидесятилетия службы в офицерских чинах, 22 октября 1871 года, удостоился получить Всемилостивейший рескрипт.
Скончался 11 (23) февраля 1874 года в Санкт-Петербурге. При отпевании его тела в соборе Спаса Преображения 14 февраля присутствовал император Александр II. Похоронен был в родовом имении Устье Псковского уезда.

## Награды
- орден Св. Анны 3-й степени (21 сентября 1832)
- орден Св. Владимира 4-й степени (4 января 1835)
- орден Св. Станислава 3-й степени (1 января 1838)
- орден Св. Анны 2-й степени (25 июня 1839)
- орден Св. Станислава 1-й степени (10 октября 1843)
- орден Св. Анны 1-й степени (25 апреля 1846; императорская корона к  ордену — 19 октября 1847)
- орден Белого орла (6 декабря 1851)
- орден Св. Владимира 2-й степени
- орден Св. Александра Невского (14 декабря 1855; алмазные знаки к ордену — 1 мая 1863)
- орден Св. Владимира 1-й степени (16 апреля 1871)

## Семья
Жена —  Анастасия Александровна Аверкиева (12.02.1822—07.06.1870), дочь сенатора А. Е. Аверкиева, за заслуги мужа и свою благотворительную деятельность была пожалована в кавалерственные дамы ордена Святой Екатерины (13.09.1858). По отзыву современника, была «одарена от природы красотой и необыкновенно добрым сердцем, своим игривым умом и изяществом манер, она, с первого же раза, одерживала над всеми полнейшую победу. Её гостеприимный дом в Вильно был открыт для всех, каждый посетитель в нем встречал радушный прием и генерал-губернаторский титул не стеснял никого. В дни рождения Анастасии Александровны число приглашенных на бал доходило до 900 человек, все они оставались ужинать, и шампанское лились рекой. Вообще первые пять лет, после приезда Назимовых, можно назвать положительно золотым веком Вильны». Скончалась от рака, временно похоронена на Русском кладбище в Ницце, позже ее прах был перенесен в родовое имение Устье.
Дети: Мария (27.12.1840— ?, крестница Николая I и великой княжны Александры Николаевны), Александр (1842—1865), Анна (1843—1894, фрейлина, в замужестве Сабурова), Мариана (1845—1885, фрейлина) и Анастасия (1848—1908; фрейлина, замужем с 17 февраля 1878 года за врачом Л. А. Андриевским).